# Allangouassou
Allangouassou est une localité du centre de la Côte d'Ivoire, et appartenant au département de M'bahiakro, région Iffou. La localité d'Allangouassou est un chef-lieu de commune.
Situé sur l'axe Bouaké - M'Bahiakro (52km de Bouaké et 28km de M'Bahiakro), Allangouassou, village de plus de 2000 ämes, est un village Baoulé, précisément du groupe Sondo. C'est le village centre de la zone Sondo-Savane qui est composé de 15 villages.
En terme d'infrastructures, on y trouve un groupe scolaire (EPP 1 ALLANGOUASSOU, EPP 2 ALLANGOUASSOU, PRÉSCOLAIRE D'ALLANGOUASSOU) ; 03 collèges dont un Public et 02 Privés ; l'électrification, un château d'eau, un centre de santé rural, un marché hebdomadaire (tous les Samedis), un pylône partagé par 2 importantes compagnies de téléphonie mobile, un hôtel... 
En ce qui concerne les édifices religieux, les églises Catholique, CMA, Assemblées de Dieu, Evangelico et une mosquée sont représentés.
Sur le plan culturel, Allangouassou est reconnu pour la danse appelée "Gbalikla". A côté, il y a la danse "Adjoss" partagée par tous les différents groupes baoulés. Le village étant foncièrement animiste, on y trouve une forêt sacrée et un masque dénommé "Djè" ou "Amoin Djè" qui signifie littéralement "fétiche Djè". Formellement interdit aux de le découvrir, il sort occasionnellement.
Les principales activités sont l'agriculture (igname, manioc et les céréales) , la culture de rente est l'anacarde, le petit élevage de poulets, moutons et cabris. Les pagnes baoulés y sont également tissés. Plusieurs types d'activités commerciales y sont également développées.
Pour un bon fonctionnement, le village est bien structuré.
Il y a un Chef et ses notables qui sont au nombre de 4, représentants les 4 grandes familles qui composent le village (Famille Tola Boussou, famille Togbala, famille Kouakou La et famille Akoumia); le Président de la mutuelle de développement et son bureau; le Président des jeunes et son bureau; la responsable des femmes et son bureau.
Cette belle organisation permet aux populations autochtones et allogènes de vivre en parfaite harmonie.
Venez visiter Allangouassou